# Polana pod Kiczorą
Polana pod Kiczorą – polana w słowackich Tatrach Bielskich. Znajduje się u północno-wschodnich podnóży Kiczory, po orograficznie lewej stronie Nowego Potoku. Na polanie znajduje się szkółka leśna oraz chatka Tanap-u. Przy szkólce jest tablica informacyjna. Wynika z niej, że miejsce to po słowacku nazywa się Kycora, znajduje się na wysokości 925 m, a szkółkę założono w 1942 r.
Od asfaltowej Drogi Wolności z Podspadów do Polany pod Kiczorą prowadzi droga, dostępna jednak tylko dla pojazdów uprawnionych. Cały rejon to niedostępny dla turystów obszar ochrony ścisłej.